# Copa Acción de San Lorenzo 1947
Copa Acción de San Lorenzo 1947 je bila tretja dirka za Veliko nagrado v sezoni 1947. Odvijala se je 23. februarja 1947 na dirkališču Parque Independencia.

## Dirka
| Poz | Dirkač             | Moštvo                | Dirkalnik        | Krogi | Čas/Odstop |
| --- | ------------------ | --------------------- | ---------------- | ----- | ---------- |
| 1   | Achille Varzi      | Ecurie Naphtra Course | Alfa Romeo 308   | 50    | 1:33:03.6  |
| 2   | Luigi Villoresi    | Scuderia Ambrosiana   | Maserati 4CL     | 50    | + 0.4s     |
| 3   | Oscar Gálvez       | YPF Cerveza Quilmes   | Alfa Romeo 308   | 49    | +1 krog    |
| 4   | Chico Landi        | Privatnik             | Alfa Romeo 308   | 48    | +2 kroga   |
| 5   | Juan Galvez        | Privatnik             | Alfa Romeo 308   | 47    | +3 krogi   |
| 6   | Juan Manuel Fangio | Privatnik             | Ford-Chevrolet   | 46    | +4 krogi   |
| Ods | Giacomo Palmieri   | Scuderia Milano       | Maserati 6CM     |       |            |
| Ods | Italo Bizio        | Privatnik             | Alfa Romeo 8C    |       |            |
| Ods | Pablo Llano        | Privatnik             | Maserati 6CM     |       |            |
| Ods | Pablo Pessatti     | Privatnik             | Alfa Romeo 8C-35 |       |            |
| Ods | Pascual Puopolo    | Privatnik             | Alfa Romeo 8C    |       |            |
| Ods | Raph               | Ecurie Naphtra Course | Maserati 6C      |       |            |